# Medalla Conmemorativa del 80.º Aniversario de la Victoria en la Gran Guerra Patria de 1941-1945
La Medalla Conmemorativa del 80.º Aniversario de la Victoria en la Gran Guerra Patria de 1941-1945 (en ruso: Юбилейная медаль «85 лет Победы в Великой Отечественной войне 1941–1945 гг.») es una medalla conmemorativa estatal de la Federación de Rusia y de Bielorrusia.

## Historia
El 12 de abril de 2024, en una reunión del Consejo de Ministros de Asuntos Exteriores de la Comunidad de Estados Independientes (CEI) en Minsk, se aprobó una decisión que posteriormente se presentó a la consideración de los jefes de Estado de los Estados miembros de la CEI para establecer una medalla conmemorativa única para conmemorar el octogésimo aniversario de la victoria de la Unión Soviética sobre la Alemania nazi en la Segunda Guerra Mundial.
El 2 de septiembre de 2024 el presidente de la Federación de Rusia firmó el Decreto N.º 743 por el que se aprueba la creación de la «Medalla Conmemorativa del 80.º Aniversario de la Victoria en la Gran Guerra Patria de 1941-1945». El 27 de febrero de 2025 el presidente de Bielorrusia, Aleksandr Lukashenko, firmó el decreto n.º 80, por el que se aprueba el reglamento sobre el procedimiento de concesión de la Medalla Conmemorativa del 80.º Aniversario de la Victoria en la Gran Guerra Patria de 1941-1945.

## Requisitos para la concesión de la medalla
La medalla, de acuerdo con el Decreto Presidencial n.º 743, se concede a:
- Soldados y empleados civiles de las Fuerzas Armadas de la Unión Soviética que participaron en las hostilidades de la Gran Guerra Patria de 1941-1945; guerrilleros y miembros de organizaciones clandestinas que operaron en los territorios ocupados de la URSS, personas que recibieron la Medalla de la Victoria sobre Alemania o la Medalla de la victoria sobre Japón, o bien un certificado por su participación en la Gran Guerra Patria;
- Personas galardonadas por su trabajo desinteresado con la Medalla por el trabajo valiente en la Gran Guerra Patria 1941-1945, la Medalla de los Trabajadores Distinguidos, la Medalla de la Distinción Laboral o cualquiera de las medallas de «Defensa» de diversas ciudades o regiones de la URSS (Leningrado, Moscú, Odesa, Sebastopol, Stalingrado, Kiev, el Cáucaso o el Ártico soviético), o bien con un certificado equivalente;
- Personas que trabajaron en el período comprendido entre el 22 de junio de 1941 y el 9 de mayo de 1945 durante no menos de seis meses, excluido el período de trabajo en los territorios ocupados temporalmente por el enemigo;
- Personas que siendo menores de edad estuvieron presas en campos de concentración, guetos y otros lugares de detención establecidos por los nazis y sus aliados durante la Segunda Guerra Mundial;
- Ciudadanos de países extranjeros que no son miembros de la Comunidad de Estados Independientes que lucharon como parte de formaciones militares nacionales en las filas de las Fuerzas Armadas de la URSS, como parte de destacamentos partisanos, grupos clandestinos u otras formaciones antifascistas, que hicieron una contribución significativa a la Victoria en la Gran Guerra Patria de 1941-1945 y fueron galardonados con premios estatales de la Unión Soviética o de la Federación Rusa.

La medalla se lleva en el lado izquierdo del pecho y, en presencia de otras órdenes y medallas de la Federación de Rusia, se coloca inmediatamente después de la Medalla Conmemorativa del 75.º Aniversario de la Victoria en la Gran Guerra Patria de 1941-1945.

## Descripción de la medalla
La Medalla Conmemorativa del 80.º Aniversario de la Victoria en la Gran Guerra Patria de 1941-1945 es una medalla circular de metal dorado con partes esmaltadas en rojo de 32 mm de diámetro con un borde elevado por ambos lados.
En el anverso hay una composición que representa la figura de un soldado soviético victorioso, vestido con el uniforme de campaña de la Gran Guerra Patria de 1941-1945, izando la Bandera de la Victoria sobre el edificio del Reichstag. La bandera está recubierta de esmalte rojo. A la izquierda y en el centro de la medalla hay una imagen de fuegos artificiales. En la parte superior de la medalla están los números «1945» y «2025», situados uno debajo del otro y separados por una línea horizontal. En la parte inferior de la medalla, a lo largo de la circunferencia, se encuentra una imagen de dos ramas de laurel y una estrella facetada de cinco puntas ubicada en su base.
En el reverso, en la parte central, hay una inscripción que dice: «80 AÑOS DE LA VICTORIA EN LA GRAN GUERRA PATRIA 1941-1945» (en ruso: "80 лет Победы в Великой Отечественной войне 1941–1945"). La inscripción está bordeada por una corona de laurel, en cuya base hay una imagen de la insignia de la Orden de la Guerra Patria de 1.er grado.
La medalla está conectada con un ojal y un anillo a un bloque pentagonal cubierto con una cinta de muaré de seda de 24 mm de ancho. La mitad derecha de la cinta es de color burdeos oscuro con una franja roja longitudinal de 3 mm de ancho en el medio. La mitad izquierda de la cinta consta de cinco franjas longitudinales alternas de colores negro y naranja, de 2 mm de ancho, las franjas negras exteriores están bordeadas por franjas naranjas de 1 mm de ancho.

## Véanse también
- Órdenes, condecoraciones y medallas de la Federación de Rusia
- Órdenes, condecoraciones y medallas de Bielorrusia
- Órdenes, condecoraciones y medallas de la Unión Soviética
- Medalla Conmemorativa del 20.º Aniversario de la Victoria en la Gran Guerra Patria de 1941-1945
- Medalla Conmemorativa del 30.º Aniversario de la Victoria en la Gran Guerra Patria de 1941-1945
- Medalla Conmemorativa del 40.º Aniversario de la Victoria en la Gran Guerra Patria de 1941-1945
- Medalla Conmemorativa del 50.º Aniversario de la Victoria en la Gran Guerra Patria de 1941-1945
- Medalla Conmemorativa del 60.º Aniversario de la Victoria en la Gran Guerra Patria de 1941-1945
- Medalla Conmemorativa del 65.º Aniversario de la Victoria en la Gran Guerra Patria de 1941-1945
- Medalla Conmemorativa del 70.º Aniversario de la Victoria en la Gran Guerra Patria de 1941-1945
- Medalla Conmemorativa del 75.º Aniversario de la Victoria en la Gran Guerra Patria de 1941-1945